# Fernandinho (Fußballspieler, Mai 1985)
Fernandinho (* 4. Mai 1985 in Londrina; bürgerlich Fernando Luis Roza) ist ein brasilianischer Fußballspieler.

## Karriere

### Schachtar Donezk
In seiner Jugend war Fernandinho für den brasilianischen Verein Athletico Paranaense aktiv. Mit der Empfehlung der Juniorenweltmeisterschaft von 2003 wechselte er im Sommer 2005 zu Schachtar Donezk in die Ukraine. Sein Debüt gab er am 30. Juli 2005. Mit Donezk gewann er bereits in seiner ersten Saison die ukrainische Meisterschaft und konnte sich rasch als Stammspieler etablieren. Die Saison 2007/08 war eine der besten in Fernandinhos Karriere: Mit der Mannschaft konnte er Meisterschaft, Pokal und Superpokal gewinnen und als Spieler wurde er zum besten Akteur der Saison gewählt, in der er mit 11 Tore maßgeblichen Anteil am großen Erfolg des Vereins hatte. Die nächsten Meisterschaften folgten in den Jahren 2011, 2012 und 2013. Auch international konnte das Team um Fernandinho einige Erfolge verzeichnen. So gewann Donezk nicht nur im Jahr 2009 den UEFA-Pokal, sondern machte 2012/13 auch mit einigen guten Leistungen in der Champions League auf sich aufmerksam, in der die Mannschaft erst im Achtelfinale an Borussia Dortmund scheiterte.

### Manchester City
Am 6. Juni 2013 wurde der Wechsel Fernandinhos zu Manchester City bekanntgegeben. Bei seinem neuen Verein trug der Brasilianer die Rückennummer 25. Medienberichten zufolge lag die Ablösesumme bei etwa 35 Millionen Euro. Beim 6:3-Sieg der Citizens über den FC Arsenal schoss Fernandinho sogar einen Doppelpack, was für ihn die ersten Tore für Manchester City bedeuten.

### Athletico Paranaense
Am 27. Juni 2022 wurde die Rückkehr von Fernandinho zu Athletico Paranaense bekannt. Der Kontrakt erhielt eine Laufzeit bis Jahresende 2024.

### Nationalmannschaft
Fernandinho war in frühen Jahren Jugendnationalspieler Brasiliens und stand in dem Kader, der 2003 die Junioren-Weltmeisterschaft gewann. Sein Debüt in der A-Nationalmannschaft gab er im August 2011 bei einer Partie gegen Deutschland. Auch im Zuge der Copa América 2019 stand Fernandinho im Kader der Mannschaft. Mit dieser konnte er den Titel gewinnen. Dabei stand er einmal in der Anfangsformation und wurde einmal eingewechselt.

## Spielweise
Fernandinhos bevorzugte Position ist das zentrale Mittelfeld. Er ist bekannt für seine Schnelligkeit und seine Möglichkeiten, mit Schüssen aus der Distanz Torgefährlichkeit auszustrahlen.

## Persönliches
Mit  neun Jahren musste Fernandinho seinen Heimatort Londrina verlassen. Seine Eltern trennten sich und seine Mutter zog mit den Kindern nach Ribeirão Preto in São Paulo, zu seiner Großmutter. Hier musste Fernandinho sich neben der Schule auch um seine beiden Schwestern kümmern. Diese prägten ihn früh Verantwortung zu übernehmen. Nach einigen Jahren kehrte die Familie nach Londrina zurück und Fernandinho schloss sich mit 13 Jahren dem Paraná STC an.

## Erfolge

### Nationalmannschaft
- Copa-América-Sieger: 2019
- Junioren-Weltmeister: 2003

### Vereine
International
- UEFA-Cup-Sieger: 2008/09 (Schachtar Donezk)

Ukraine
- Ukrainischer Meister (6): 2005/06, 2007/08, 2009/10, 2010/11, 2011/12, 2012/13
- Ukrainischer Pokalsieger (4): 2007/08, 2010/11, 2011/12, 2012/13
- Ukrainischer Supercupsieger (3): 2008, 2010, 2012

England
- Englischer Meister (5): 2013/14, 2017/18, 2018/19, 2020/21, 2021/22
- Englischer Pokalsieger: 2018/19
- Englischer Ligapokalsieger (6): 2013/14, 2015/16, 2017/18, 2018/19, 2019/20, 2020/21
- Englischer Supercupsieger (2): 2019, 2020

Brasilien
- Staatsmeisterschaft von Paraná: 2023, 2024

## Auszeichnungen
- Spieler der Saison von Schachtar Donezk: 2007/08
- Bester Spieler der Premjer-Liha: 2007/08
- PFA Team of the Year: 2018/19 (Premier League)